# 1812: Der zweite amerikanische Unabhängigkeitskrieg
1812: Der zweite amerikanische Unabhängigkeitskrieg, im Original unter dem Namen 1812: The Invasion of Canada erschienen, ist ein karten-gesteuertes Brettspiel der US-amerikanischen Spieleautoren Beau Beckett und Jeph Stahl. Es wurde im Jahr 2012 als erster Teil der Birth-of-America-Reihe bei Academy Games veröffentlicht. Im Jahr 2013 folgte eine deutsche Lokalisierung durch den Schwerkraft-Verlag. Im Spiel teilen sich zwei bis fünf Spieler die beiden Parteien im Britisch-Amerikanischen Krieg von 1812 auf. Das Spiel dauert etwa 90 Minuten und richtet sich an Einsteiger in die Konfliktsimulationen.

## Thema und Ausstattung
1812: Der zweite amerikanische Unabhängigkeitskrieg ist eine Konfliktsimulation, die den Britisch-Amerikanischen Krieg zum Thema hat. Auf einem Spielbrett, das die Karte der Vereinigten Staaten und Kanadas zeigt und den Fokus auf die Grenze beider Staaten legt, ziehen die Spieler ihre Truppen von einer Region zur nächsten, um möglichst viele Regionen und darauf positionierte Forts der gegnerischen Seite zu erobern. Die Seite der Amerikaner besteht zum einen aus regulären, amerikanischen Truppen und zum anderen aus amerikanischen Milizen, die gegen britische Truppen, kanadische Milizen und Truppen der Indianer kämpfen. In einem Zwei-Spieler-Spiel übernimmt ein Spieler jeweils die Truppen einer Seite, in Spielen mit mehr Teilnehmern teilen sich die Spieler die einzelnen Kriegsparteien unter sich auf. Das Spiel besteht aus folgenden Komponenten:
- 1 Spielplan
- 1 Regel- und Szenarioheft
- 160 Einheiten-Steine aus Holz
- 13 Schlachtwürfel
- 60 Karten
- 1 Rundenmarker
- 20 doppelseitige Kontrollmarker
- 5 Spielzug-Marker mit Stoffbeutel

## Spielweise

### Aufbau
Der Spielplan zeigt das kanadisch-amerikanische Grenzgebiet zur Zeit des Britisch-Amerikanischen Kriegs und ist in mehrere Felder unterteilt. Die Heimatgebiete der amerikanischen Seite sind blau dargestellt, die britisch-kanadische Seite rot, Namen sind jeweils aus der Sicht der Spieler und erscheinen daher für die Gegenspieler auf dem Kopf, damit jeder seine eigenen lesen kann. Auf den Feldern auf dem Spielbrett sind kleine aufgedruckte Vierecke aufgedruckt, die die Starteinheiten für alle fünf Parteien für das 1812-Szenario angeben: Für die Amerikaner die amerikanischen regulären Truppen in blau und die Milizen in weiß, für den anderen Spieler die britischen regulären Truppen in rot, die kanadischen Milizen in gelb und die Indianer haben grüne Truppen, die auf dem Spielplan verteilt werden. Außerdem mischt im Anschluss jede Partei ihr aus zwölf Karten bestehendes Kartendeck und zieht drei Karten, von denen mindestens eine eine Bewegungskarte sein muss. Hat er nur Ereigniskarten auf der Hand, zeigt er diese vor und zieht erneut drei. Da immer alle fünf Parteien am Spiel teilnehmen müssen, ist es notwendig, dass bei weniger als fünf Spielern mindestens einer mehrere Parteien spielt und daher auch die Decks getrennt voneinander hält.
Das Spiel kann ebenfalls in einem 1813-Szenario gespielt werden, das zu einem späteren Zeitpunkt mit einer anderen Startaufstellung beginnt. Die Aufstellung dafür ist nicht auf dem Spielbrett abgebildet, sondern wird im Regelheft erläutert.

### Spielablauf
Das Spiel gliedert sich in mehrere Runden, in der jeder Spieler nacheinander einen Spielzug durchführt, der wiederum in vier Phasen gegliedert ist. In den beiliegenden Stoffbeutel werden die fünf Spielzug-Marker gelegt, von denen einer gezogen wird. Je nachdem welche Farbe dieser hat, beginnt diese Partei mit ihrem Zug. Die einzige Ausnahme ist, in der allerersten Runde beginnen immer die amerikanischen Regulären, danach wird gezogen. Ein Spielzug gliedert sich in vier Phasen: Einberufungs-, Bewegungs-, Schlacht- und Nachziehphase.
Einberufungsphase
In der Einberufungsphase bringt jede Partei neue Armeen auf das Spielbrett, die vom Spieler im jeweiligen Einberufungsgebiet platziert werden müssen. Von diesen Einberufungsgebieten hat jede Partei mindestens eins, höchstens zwei. Die Anzahl der Armeen pro Einberufungsgebiet ist vorgegeben und ist auch auf dem Spielplan im jeweiligen Feld vermerkt. Ist ein Einberufungsgebiet durch einen Gegner besetzt, kann es nicht genutzt werden. Die Indianer haben gegenüber allen anderen Parteien den Vorteil, dass sie nicht nur ein festes Einberufungsgebiet haben, sondern noch eine weitere Armee auf einem beliebigen Feld platzieren dürfen, auf dem bereits mindestens eine indianische Armee steht, auch wenn dieses Feld feindlich besetzt sein sollte. Ebenfalls darf jeder Spieler in dieser Phase seine geflohenen Einheiten neu rekrutieren und ins Spiel bringen. Es ist möglich, in der ersten Phase Ereigniskarten auszuspielen, wenn diese es erlauben.
Bewegungsphase
Jede Partei darf pro Runde nur eine Bewegungskarte ausspielen. Auf dieser steht die Anzahl der Armeen, die man bewegen darf und um wie viele Felder diese bewegt werden dürfen. Eine Armee gilt als Gruppe von Einheiten, die sich im selben Feld aufhalten. Während der Bewegung dürfen keine zusätzlichen Truppen aufgenommen oder zurückgelassen werden. Es dürfen aber durchaus verbündete Einheiten mitgenommen werden, wenn der jeweilige Spieler einverstanden ist. Der Spieler der amerikanischen Regulären darf also durchaus die amerikanischen Milizen in seinem Zug bewegen, wenn in dieser Armee mindestens eine seiner eigenen Truppen vorhanden ist. Truppen dürfen nicht mehrfach pro Zug bewegt werden, es sei denn, dies wird durch eine Ereigniskarte explizit erlaubt. Auf der Karte sind außerdem mehrere Wassergebiete, die durch besondere Bewegungskarten, die nicht allen Parteien zur Verfügung stehen, überquert werden dürfen. Um einen Kampf vorzubereiten, bewegt man sich in dieser Phase in das jeweilige Feld mit gegnerischen Einheiten rein.
Es gibt außerdem zusätzlich zur Bewegungskarte auch die Möglichkeit Ereigniskarten zu spielen, die besondere Vorteile bieten. Karten legen fest, in welcher Phase sie gespielt werden und wirken. Es ist durchaus möglich alle drei Karten auszuspielen, etwa wenn zwei Ereigniskarten darunter sind. Außerdem hat jede Partei eine Waffenstillstandskarte. Sobald mindestens eine Seite alle ihre Waffenstillstandskarten gespielt haben, endet das Spiel am Ende der Runde. Bis auf die Waffenstillstandskarte werden alle ausgespielten Karten aus dem Spiel entfernt.
Schlachtphase
Wenn gegnerische Truppen im selben Gebiet stehen, werden in dieser Phase Schlachten ausgespielt. Dafür hat jede Partei entweder zwei oder drei eigene Würfel mit eigenen Kombinationen aus Treffer-, Flucht, und Bewegungsergebnissen. Von diesen nimmt er höchstens so viele, wie er Truppen in die Schlacht entsendet. Der Spieler in dessen Heimatgebiet die Schlacht stattfindet darf zuerst würfeln, unabhängig davon, wer Angreifer oder Verteidiger ist. Für jeden Treffer, den er würfelt, muss der Gegner eine Truppe seiner Wahl entfernen. Sind Truppen mehrerer befreundeter Parteien an der Schlacht beteiligt, können diese sich absprechen, welche der Truppen entfernt werden. Würfelt der Spieler hingegen ein Fluchtergebnis, muss er eine seiner eigenen Truppen vom Feld ins Fluchtfeld seiner Seite bewegen und darf diese erst in der nächsten Einberufungsphase wieder aufs Spielbrett setzen. Würfelt er ein Bewegungsergebnis, darf er eine seiner Truppen in ein angrenzendes, befreundetes Feld bewegen. Dies muss entweder ein feindliches Feld sein, auf dem befreundete Truppen stehen oder ein nicht feindlich besetztes eigenes Feld sein. Es wird abwechselnd gewürfelt, bis nur noch Truppen einer Seite übrig bleiben. Es ist auch in dieser Phase möglich Ereigniskarten auszuspielen, wenn diese es erlauben. Das kann etwa eine Überläuferkarte sein, bei der gegnerische Truppen durch eigene ersetzt werden. Werden Felder mit Städten oder Forts, die durch Siegessterne gekennzeichnet sind, unter Kontrolle gebracht, wird dies durch einen Kontrollmarker pro Stern dargestellt.
Nachziehphase
In dieser Phase zieht jeder Spieler seine Handkarten auf drei Karten nach. Hat er nicht mindestens eine Bewegungskarte, zeigt er seine drei Karten vor, mischt den Stapel und zieht drei neue. Anschließend wird der nächste Spielzug-Marker gezogen und der nächste Spieler ist an der Reihe.

### Spielende
Das Spiel endet frühestens nach Runde drei, wenn mindestens eine Seite alle ihre Waffenstillstandskarten ausgespielt hat. Nachdem alle Spieler ihren Zug ausgeführt haben und die aktuelle Runde zu Ende gespielt wurde, werden die Anzahl der Siegessterne, bzw. Kontrollmarker, gezählt und miteinander verglichen. Welche Seite die meisten hat, gewinnt das Spiel, das Spiel kann auch unentschieden ausgehen.

## Entwicklung und Rezeption
Das Spiel 1812: Der zweite amerikanische Unabhängigkeitskrieg wurde 2012 vom US-amerikanischen Verlag Academy Games veröffentlicht und als erster Teil der Birth of America-Reihe konzipiert. Im Vergleich zum ein Jahr später veröffentlichten Nachfolger, 1775: Der amerikanische Unabhängigkeitskrieg, gilt 1812 als strategischer, da die Spieler ohne direkten Feindkontakt starten. Das Spiel wurde 2013 durch den Schwerkraft-Verlag auf Deutsch veröffentlicht. Das Spiel ist außerdem auch auf Französisch erschienen. Im August 2017 wurde zudem eine Computerumsetzung der beiden Spiele 1812 und 1775 veröffentlicht.
Als dritter Teil der Birth of America-Reihe ist außerdem noch das Spiel 1754: Conquest – The French and Indian War erschienen, das bislang noch nicht auf Deutsch veröffentlicht wurde. Eine deutsche Version wurde 2017 über eine Crowdfunding-Kampagne realisiert und wird für 2018 erwartet.
Die Birth of America-Reihe ist ein Vertreter der Konfliktsimulationen, richtet sich aber eindeutig an Einsteiger und Neulinge dieser Spiele, da die Regeln sehr übersichtlich und einfach gehalten sind. 